# Adam Pawłowski (lekkoatleta)
Adam Pawłowski (ur. 22 marca 1992) – polski lekkoatleta sprinter, medalista mistrzostw Polski.

## Kariera sportowa
Odpadł w półfinale biegu na 200 metrów na mistrzostwach świata juniorów młodszych w 2009 w Bressanone. Na mistrzostwach świata juniorów w 2010 w Moncton odpadł w eliminacjach sztafety 4 × 100 metrów.
Na mistrzostwach Europy w 2014 w Zurychu biegł na pierwszej zmianie sztafety 4 × 100 metrów, która zajęła w finale 6. miejsce (na pozostałych zmianach biegli Dariusz Kuć, Robert Kubaczyk i Karol Zalewski).
W 2015 wszedł w skład sztafety 4 × 100 metrów, która zdobyła srebrny medal podczas uniwersjady w Gwangju.
Zdobył brązowy medal mistrzostw Polski w biegu na 100 w 2014. został złotym medalistą w sztafecie 4 × 200 metrów podczas halowych mistrzostw Polski w 2015. Był również medalistą mistrzostw Polski juniorów i młodzieżowych mistrzostw Polski. 

## Rekordy życiowe
- bieg na 100 metrów
  - 10,36 s. (9 sierpnia 2015, Szczecin)
  - 10,29 s. (16 maja 2015, Clermont) - przy zbyt silnym wietrze +3,1 m/s[6]
- bieg na 200 metrów – 20,90 s. (6 czerwca 2015, Gdańsk)

## Przynależność klubowa
Był zawodnikiem SL Olimpia Poznań, a w 2015 i 2016 startował w OŚ AZS Poznań.